# اسفند رومی بنفش
اسفند رومی بنفش (نام علمی: Fagonia bruguieri) نام یک گونه از سرده اسفند رومی است. این سرده در ایران ۶ گونه گیاه علفی چند ساله و غالباً تیغی دارد که در مناطق جنوبی ایران به‌ویژه در مناطق بیابانی می‌رویند.